# Cynortesta laevis
Cynortesta laevis is een hooiwagen uit de familie Cosmetidae.